# Draudtiana
Draudtiana là một chi bướm đêm thuộc họ Noctuidae.